# Carlos Arturo Mullin
Carlos Arturo Mullin Noceti (Montevideo, 9 de agosto de 1914 - Minas, 17 de marzo de 1985) fue un sacerdote jesuita y obispo uruguayo, en la Diócesis de Minas. Fue el primer religioso de la Compañía de Jesús en recibir el episcopado en el Uruguay.

## Biografía

### Formación
Recibió su primera formación en el Colegio Sagrado Corazón de Jesús de los Jesuitas, en Montevideo. En el año 1931 ingresó al aspirantado de la Compañía de Jesús en Córdoba (Argentina). Los estudios de filosofía y teología los cursó en las facultades jesuitas en San Miguel, Gran Buenos Aires, obteniendo el título de licenciado en ambas disciplinas.

### Sacerdocio
El 21 de diciembre de 1946 fue ordenado sacerdote para la Compañía de Jesús, en el Colegio Máximo de San Miguel y permaneció en la institución, dictando clases de filosofía.
En 1954 se hizo cargo del noviciado de los jesuitas en Montevideo. Entre sus novicios estuvo Daniel Gil Zorrilla, futuro obispo de las diócesis de Tacuarembó y Salto.
El 1 de noviembre de 1950 fue creada la vice provincia uruguaya de la Compañía de Jesús. A la muerte de su primer provincial, Fernando Krebs, Mullin es designado provisoriamente para reemplazarlo, recibiendo el nombramiento definitivo del superior general el 31 de agosto de 1955.
En 1963 es trasladado al Paraguay, a la Universidad Católica de Asunción, donde fue prefecto espiritual y colaboró en la creación de la carrera de psicología.
Regresa a Uruguay en 1967 para hacerse cargo de la vicerrectoría del colegio jesuita San Javier, en Tacuarembó.
Al año siguiente el obispo de Melo, Roberto Cáceres González lo recibe en la diócesis, en la ciudad de Treinta y Tres, para iniciar un centro misionero en el barrio Cruz Alta, apuntando a la creación de una parroquia.
El proyecto avanza, pero él no será el primer párroco de Nuestra Señora de los Treinta y Tres, que así se llamará la nueva parroquia. Será otro jesuita, Luis Gonzaga Rodríguez.

### Episcopado
El 1 de marzo de 1972, Mullin es nombrado obispo auxiliar de Minas, para secundar a Edmundo Quaglia. Su lema episcopal fue Scio cui credidi (Sé en quién me he fiado - 2 Timoteo 1,12).
Durante su tiempo como obispo auxiliar, Mullin fue también rector del Instituto de Filosofía, Ciencias y Letras, institución precursora de la Universidad Católica del Uruguay Dámaso Antonio Larrañaga.
Poco después de la muerte de Quaglia, Mullin es nombrado obispo de Minas, el 3 de noviembre de 1977. En ese servicio permanecerá hasta su muerte, el 17 de marzo de 1985.
| Predecesor: José María Cavallero | Obispo de Minas 1977 – 1985 | Sucesor: Víctor Gil Lechosa |